# Palaemnema desiderata
Palaemnema desiderata là loài chuồn chuồn trong họ Platystictidae. Loài này được Selys mô tả khoa học đầu tiên năm 1886.